# Generation Adidas
Generation Adidas ist ein Joint Venture zwischen der höchsten nordamerikanischen Fußballliga, der Major League Soccer (MLS), und dem Fußballverband der Vereinigten Staaten, der United States Soccer Federation. Mit diesem seit 1997 bestehenden Programm soll das Talent junger US-amerikanischer Fußballspieler gefördert werden. Das Konzept besteht darin, dass sogar US-Spieler ohne College-Abschluss die Möglichkeit bekommen, bei einem MLS-Klub aufgenommen zu werden. Zudem wird den Spielern garantiert, mindestens drei Jahre in der MLS mitspielen zu dürfen.

## Geschichte
Von 1997 bis einschließlich 2005 wurde das Programm von Nike gesponsert, wobei das Programm unter dem Namen Project-40 lief. Seit 2006 fungiert adidas als Projektsponsor.
Carlos Parra war der erste Project-40-Spieler der bei einem MLS-Klub unter Vertrag genommen wurde. 1997 kam er zu den New York/New Jersey MetroStars. Seit diesem Zeitpunkt brachte das Programm einige gute Spieler hervor, wie z. B. die Nationalspieler Tim Howard, Josh Wolff, DaMarcus Beasley, Maurice Edu, Carlos Bocanegra, Bobby Convey, Eddie Gaven und Michael Bradley.
Doch das Project-40 bzw. die Generation Adidas barg nicht nur talentierte Spieler. Einige, wie etwa Jamar Beasley, Nino Da Silva, Barry Swift, Maurizio Rocha, Martin Klinger oder auch Kenny Arena (Sohn des bekannten Fußballtrainers Bruce Arena) schafften es nicht, am Erfolg anzuschließen. Ein Teil von ihnen kam dabei nur zu wenigen Profieinsätzen und musste sich mit Einsätzen in einer unterklassigen Fußballliga begnügen. Andere wiederum zogen sich ganz aus dem Fußballsport zurück.
Die Spieler, die im Programm gefördert werden, bekommen üblicherweise nur ein Mindestgehalt und dementsprechend auch wesentlich weniger als MLS-Spieler, die sich im Profikader ihrer jeweiligen Mannschaft befinden. Dieses Gehalt wird jedoch nicht gegen den Gesamtjahresetat des MLS-Franchises gerechnet.
Nach dem Eintritt in das Programm wird der jeweilige Spieler automatisch als Profi klassifiziert, was nach sich zieht, dass die Spieler vom Spielbetrieb des Collegefußballs ausgeschlossen werden. Spieler, die den Sprung in den Profifußball nicht schaffen, erhalten daher ein Stipendium, um gegebenenfalls weiterstudieren zu können.
Von 1998 bis 2000 hatte ein Team, bestehend aus Project-40-Spielern und MLS-Spielern, die in der Major League Soccer nur wenig Spielpraxis bekamen, seinen Spielbetrieb in der A-League (heute USL First Division).

## Legende
- Spielername: Nennt zuerst den Vor- und dann den Nachnamen des Spielers.
- Alter bei Aufnahme: Nennt das Alter des jeweiligen Spielers beim Eintritt ins Programm.
- Position: Nennt die Position des jeweiligen Spielers: T = Torwart, V = Abwehrspieler (Verteidiger), M = Mittelfeldspieler, A = Stürmer (Angriffsspieler)
- Heimatort: Nennt den Heimatort des jeweiligen Spielers beim Zeitpunkt der Aufnahme ins Programm.
- College/vorige Station: Nennt die letzte Station des jeweiligen Spielers. Wenn zum Beispiel direkt zuvor im Collegefußballaktiv, dann Name der Universität; wenn eine andere Station, dann Name des Vereins oder der Bezeichnung der Nationalauswahl.

Anmerkung: Die Liste ist sortierbar: durch Anklicken eines Spaltenkopfes wird die Liste nach dieser Spalte sortiert, zweimaliges Anklicken kehrt die Sortierung um.

## Spieler
| Spielername          | Alter bei Aufnahme | Position          | Heimatort                                    | College/vorige Station    |
| -------------------- | ------------------ | ----------------- | -------------------------------------------- | ------------------------- |
| 1997                 |                    |                   |                                              |                           |
| Ubusuku Abukusumo    | 19                 | Sturm             | Albuquerque, New Mexico                      | North Carolina State      |
| José Botello         | 20                 | Mittelfeld        | Los Angeles, Kalifornien                     | East Los Angeles          |
| Nino Da Silva        | 17                 | Mittelfeld        | Hoffman Estates, Illinois                    | 0                         |
| Joey DiGiamarino     | 19                 | Sturm             | Corona, Kalifornien                          | Cal State Fullerton       |
| Brian Dunseth        | 19                 | Sturm             | Upland, Kalifornien                          | Cal State Fullerton       |
| Carlos Parra         | 19                 | Mittelfeld        | West Haven, Connecticut                      | 0                         |
| Eric Quill           | 18                 | Sturm             | Missouri City, Texas                         | Clemson                   |
| Esmundo Rodriguez    | 19                 | Mittelfeld        | Dallas, Texas                                | Indiana                   |
| Tim Sahaydak         | 19                 | Sturm             | Bethlehem, Pennsylvania                      | UNC-Chapel Hill           |
| Juan Sastoque        | 19                 | Sturm             | New York City, New York                      | Cal State Northridge      |
| 1998                 |                    |                   |                                              |                           |
| Jamar Beasley        | 18                 | Sturm             | Fort Wayne, Indiana                          | 0                         |
| Judah Cooks          | 21                 | Mittelfeld        | Bethesda, Maryland                           | Maryland                  |
| Tim Howard           | 18                 | Tor               | North Brunswick Township, New Jersey         | USA U-20                  |
| Andy Kirk            | 20                 | Tor               | Milwaukee, Wisconsin                         | UM College Park           |
| Chad McCarty         | 20                 | Sturm             | Clovis, Kalifornien                          | Washington                |
| Matt Napoleon        | 20                 | Tor               | Feasterville, Pennsylvania                   | Columbia                  |
| Ben Olsen            | 20                 | Mittelfeld/Sturm  | Middletown, Dauphin County, Pennsylvania     | Virginia                  |
| Barry Swift          | 20                 | Sturm             | Port of Spain ( Trinidad und Tobago)         | 0                         |
| Scott Vermillion     | 21                 | Sturm             | Olathe, Kansas                               | Virginia                  |
| Brian West           | 19                 | Sturm             | Columbia, Maryland                           | Virginia                  |
| Josh Wolff           | 20                 | Sturm             | Stone Mountain, Georgia                      | South Carolina            |
| 1999                 |                    |                   |                                              |                           |
| Chris Albright       | 20                 | Sturm             | Philadelphia, Pennsylvania                   | Virginia                  |
| DaMarcus Beasley     | 16                 | Mittelfeld        | Fort Wayne, Indiana                          | Bradenton Academy         |
| Scott Bower          | 20                 | Sturm/Mittelfeld  | Tampa, Florida                               | Clemson                   |
| Sergi Daniv          | 23                 | Mittelfeld        | Lemberg ( Ukraine)                           | Wake Forest               |
| Francisco Gomez      | 19                 | Mittelfeld        | Watsonville, Kalifornien                     | 0                         |
| Michael Green        | 20                 | Sturm             | Columbia, Maryland                           | Virginia                  |
| Dema Kovalenko       | 21                 | Mittelfeld        | Rochester, New York                          | Indiana                   |
| Alen Kozic           | 22                 | Sturm/Mittelfeld  | Tampa, Florida                               | Florida International     |
| Matt Nyman           | 22                 | Tor               | Westbrook, Connecticut                       | Dartmouth                 |
| Antonio Otero        | 21                 | Mittelfeld        | Tampa, Florida                               | American                  |
| Marvin Quijano       | 19                 | Sturm             | North Hollywood, Kalifornien                 | Rio Honda Comm College    |
| Maurizio Rocha       | 22                 | Mittelfeld        | Santa Cruz de la Sierra ( Bolivien)          | Connecticut               |
| Scott Vallow         | 21                 | Tor               | Naperville, Illinois                         | Bowling Green             |
| 2000                 |                    |                   |                                              |                           |
| Shaker Asad          | 20                 | Mittelfeld        | Raleigh, North Carolina                      | North Carolina State      |
| Kyle Beckerman       | 17                 | Mittelfeld        | Crofton, Maryland                            | USA U-17                  |
| Carlos Bocanegra     | 20                 | Sturm             | Alta Loma, Kalifornien                       | UCLA                      |
| Danny Califf         | 19                 | Sturm             | Orange, Kalifornien                          | UM College Park           |
| Bobby Convey         | 16                 | Mittelfeld        | Philadelphia, Pennsylvania                   | Bradenton Academy         |
| Micah Cooks          | 18                 | Mittelfeld        | Washington, D.C.                             | 0                         |
| Nick Garcia          | 20                 | Sturm             | Plano, Texas                                 | Indiana                   |
| Mario Longo          | 19                 | Mittelfeld        | Apex, North Carolina                         | 0                         |
| Rusty Pierce         | 20                 | Sturm             | The Woodlands, Texas                         | UNC Greensboro            |
| Nick Rimando         | 20                 | Tor               | Montclair, Kalifornien                       | UCLA                      |
| Seth Trembly         | 17                 | Mittelfeld        | Littleton, Colorado                          | Bradenton Academy         |
| Sergio Salas         | 18                 | Sturm             | Falls Church, Virginia                       | 0                         |
| 2001                 |                    |                   |                                              |                           |
| Devin Barclay        | 17                 | Sturm             | Annapolis, Maryland                          | USA U-20                  |
| Isaias Bardales      | 21                 | Sturm             | San José, Kalifornien                        | San José State            |
| Edson Buddle         | 19                 | Sturm             | New Rochelle, New York                       | State Fair Comm College   |
| José Burciaga        | 19                 | Sturm             | Duncanville, Texas                           | USA U-20                  |
| Chris Carrieri       | 20                 | Sturm             | Stafford, Virginia                           | UNC-Chapel Hill           |
| Delvin Countess      | 19                 | Tor               | Sacramento, Kalifornien                      | UCLA                      |
| Nick Downing         | 20                 | Sturm             | Redmond, Washington                          | UM College Park           |
| Eddie Johnson        | 16                 | Sturm             | Palm Coast, Florida                          | Bradenton Academy         |
| Martin Klinger       | 20                 | Sturm             | Kearny, New Jersey                           | 0                         |
| Santino Quaranta     | 16                 | Sturm             | Baltimore, Maryland                          | Bradenton Academy         |
| Miguel Saavedra      | 17                 | Mittelfeld        | Milwaukee, Wisconsin                         | USA U-18                  |
| 2002                 |                    |                   |                                              |                           |
| Nelson Akwari        | 19                 | Sturm             | Houston, Texas                               | UCLA                      |
| Craig Capano         | 16                 | Mittelfeld        | Hyde Park, New York                          | Bradenton Academy         |
| Brad Davis           | 20                 | Mittelfeld        | Saint Charles, Missouri                      | Saint Louis               |
| Kelly Gray           | 20                 | Sturm             | Palo Alto, Kalifornien                       | Portland                  |
| Justin Mapp          | 17                 | Mittelfeld        | Brandon, Mississippi                         | Bradenton Academy         |
| Kyle Martino         | 20                 | Mittelfeld        | Atlanta, Georgia                             | Virginia                  |
| Jordan Stone         | 17                 | Sturm             | Allen, Texas                                 | USA U-17                  |
| 2003                 |                    |                   |                                              |                           |
| Arturo Alvarez       | 17                 | Sturm/Mittelfeld  | Houston, Texas                               | USA U-17                  |
| Brian Carroll        | 21                 | Mittelfeld        | Fairfax, Virginia                            | Wake Forest               |
| Ricardo Clark        | 19                 | Mittelfeld        | Jonesboro, Georgia                           | Furman                    |
| Alecko Eskandarian   | 20                 | Sturm             | Montvale, New Jersey                         | Virginia                  |
| Eddie Gaven          | 16                 | Mittelfeld        | Hamilton Township, Mercer County, New Jersey | Bradenton Academy         |
| Guillermo Gonzales   | 16                 | Mittelfeld        | Paramount, Kalifornien                       | Bradenton Academy         |
| Nate Jaqua           | 21                 | Sturm             | Eugene, Oregon                               | Portland                  |
| Jacob LeBlac         | 21                 | Mittelfeld        | Palo Alto, Kalifornien                       | Virginia                  |
| Ricky Lewis          | 20                 | Sturm             | Spring, Texas                                | Clemson                   |
| Mike Magee           | 18                 | Sturm/Mittelfeld  | South Barrington, Illinois                   | Bradenton Academy         |
| Logan Pause          | 21                 | Sturm             | Hillsborough, North Carolina                 | UNC-Chapel Hill           |
| David Stokes         | 20                 | Sturm             | Dumfries, Virginia                           | UNC-Chapel Hill           |
| Jason Thompson       | 21                 | Sturm             | Garland, Texas                               | Eastern Illinois          |
| 2004                 |                    |                   |                                              |                           |
| Freddy Adu           | 14                 | Mittelfeld        | Potomac, Maryland                            | USA U-17                  |
| Michael Bradley      | 16                 | Mittelfeld        | Palatine, Illinois                           | USA U-17                  |
| Ryan Cochrane        | 20                 | Sturm             | Portland, Oregon                             | Santa Clara               |
| Steve Cronin         | 20                 | Tor               | Sacramento, Kalifornien                      | Santa Clara               |
| Clint Dempsey        | 20                 | Mittelfeld        | Nacogdoches, Texas                           | Furman                    |
| Josh Gardner         | 21                 | Mittelfeld        | Houston, Texas                               | Cincinnati                |
| Clarence Goodson     | 21                 | Sturm             | Springfield, Virginia                        | UM College Park           |
| Ned Grabavoy         | 20                 | Mittelfeld        | New Lenox, Illinois                          | Indiana                   |
| Chad Marshall        | 19                 | Sturm             | Riverside, Kalifornien                       | Stanford                  |
| Danny Szetela        | 16                 | Mittelfeld        | Clifton, New Jersey                          | USA U-17                  |
| 2005                 |                    |                   |                                              |                           |
| Chad Barrett         | 19                 | Sturm             | Beaverton, Oregon                            | UCLA                      |
| Nikolas Besagno      | 16                 | Mittelfeld        | Maple Valley, Washington                     | USA U-17                  |
| Hunter Freeman       | 20                 | Sturm             | Allen, Texas                                 | Virginia                  |
| Brad Guzan           | 20                 | Tor               | Homer Glen, Illinois                         | South Carolina            |
| Christian Jimenez    | 18                 | Mittelfeld        | San Dimas, Kalifornien                       | USA U-20                  |
| Will John            | 19                 | Sturm             | Kansas City, Missouri                        | Saint Louis               |
| Quavas Kirk          | 16                 | Sturm             | Aurora, Illinois                             | USA U-17                  |
| Drew Moor            | 20                 | Sturm             | Dallas, Texas                                | Indiana                   |
| Michael Parkhurst    | 20                 | Sturm             | Cranston, Rhode Island                       | Wake Forest               |
| Ryan Pore            | 21                 | Sturm             | Mansfield, Ohio                              | Tulsa                     |
| Tim Ward             | 17                 | Sturm             | Waukesha, Wisconsin                          | Saint Louis               |
| Jamie Watson         | 18                 | Sturm             | Dallas, Texas                                | UNC-Chapel Hill           |
| 2006                 |                    |                   |                                              |                           |
| Jozy Altidore        | 16                 | Sturm             | Boca Raton, Florida                          | USA U-20                  |
| David Arvizu         | 17                 | Sturm             | Santa Ana, Kalifornien                       | USA U-20                  |
| Patrick Ianni        | 20                 | Abwehr/Mittelfeld | Lodi, Kalifornien                            | UCLA                      |
| Kei Kamara           | 21                 | Sturm             | Lawndale, Kalifornien                        | Cal State Dominguez Hills |
| Sacha Kljestan       | 20                 | Mittelfeld        | Huntington Beach, Kalifornien                | Seton Hall                |
| Dax McCarty          | 18                 | Mittelfeld        | Winter Park, Florida                         | UNC-Chapel Hill           |
| Jacob Peterson       | 19                 | Sturm             | Portage, Michigan                            | Indiana                   |
| Willie Sims          | 21                 | Sturm             | Los Angeles, Kalifornien                     | Cal State Northridge      |
| Nathan Sturgis       | 18                 | Sturm/Mittelfeld  | St. Augustine, Florida                       | Clemson                   |
| Blake Wagner         | 17                 | Sturm             | Tampa, Florida                               | USA U-20                  |
| Marvell Wynne        | 19                 | Sturm             | Poway, Kalifornien                           | UCLA                      |
| Jed Zayner           | 21                 | Sturm             | Orland Park, Illinois                        | Indiana                   |
| 2007                 |                    |                   |                                              |                           |
| Bryan Arguez         | 17                 | Sturm/Mittelfeld  | Miami, Florida                               | USA U-20                  |
| Nico Colaluca        | 20                 | Mittelfeld/Sturm  | Coventry, Rhode Island                       | Virginia                  |
| Maurice Edu          | 20                 | Mittelfeld        | Fontana, Kalifornien                         | UM College Park           |
| Fuad Ibrahim         | 15                 | Sturm             | Richfield, Minnesota                         | USA U-17                  |
| Amaechi Igwe         | 17                 | Sturm             | Belmont, Kalifornien                         | Santa Clara               |
| Chris Seitz          | 19                 | Tor               | San Luis Obispo, Kalifornien                 | UM College Park           |
| Bakary Soumare       | 21                 | Sturm             | New York City, New York                      | Virginia                  |
| Anthony Wallace      | 17                 | Sturm/Mittelfeld  | Saint Petersburg, Florida                    | South Florida             |
| 2008                 |                    |                   |                                              |                           |
| Eric Avila           | 20                 | Mittelfeld        | San Diego, Kalifornien                       | UC Santa Barbara          |
| Tony Beltran         | 20                 | Sturm/Mittelfeld  | Claremont, Kalifornien                       | UCLA                      |
| Róger Espinoza       | 21                 | Mittelfeld        | Aurora, Colorado                             | Ohio State                |
| Josh Lambo           | 17                 | Tor               | Middleton, Wisconsin                         | USA U-17                  |
| Chance Myers         | 20                 | Sturm/Mittelfeld  | Thousand Oaks, Kalifornien                   | UCLA                      |
| Alex Nimo            | 17                 | Sturm/Mittelfeld  | Portland, Oregon                             | USA U-17                  |
| Patrick Nyarko       | 22                 | Sturm             | Kumasi ( Ghana)                              | Virginia Tech             |
| Ciaran O’Brien       | 20                 | Mittelfeld        | Tacoma, Washington                           | UC Santa Barbara          |
| Brek Shea            | 17                 | Mittelfeld/V      | College Station, Texas                       | USA U-17                  |
| Rob Valentino        | 22                 | Sturm             | Cave Creek, Arizona                          | San Francisco             |
| 2009                 |                    |                   |                                              |                           |
| Kevin Alston         | 20                 | Sturm             | Silver Spring, Maryland                      | Indiana                   |
| Daniel Cruz          | 19                 | Mittelfeld        | Glendale, Arizona                            | UN Las Vegas              |
| Stefan Frei          | 22                 | Tor               | Widnau ( Schweiz)                            | UC Berkeley               |
| Omar González        | 20                 | Sturm             | Dallas, Texas                                | UM College Park           |
| Jeremy Hall          | 20                 | Mittelfeld        | Tampa, Florida                               | UM College Park           |
| Baggio Husidić       | 21                 | Mittelfeld        | Libertyville, Illinois                       | U of Illinois at Chicago  |
| Perica Marošević     | 19                 | Sturm             | Rockford, Illinois                           | Michigan                  |
| Rodney Wallace       | 20                 | Mittelfeld        | Rockville, Maryland                          | UM, College Park          |
| Steve Zakuani        | 20                 | Sturm             | Akron, Ohio                                  | Akron                     |
| 2010                 |                    |                   |                                              |                           |
| Corben Bone          | 21                 | Mittelfeld        | Plano, Texas                                 | Wake Forest               |
| Teal Bunbury         | 19                 | Sturm             | Prior Lake, Minnesota                        | Akron                     |
| Dilly Duka           | 20                 | Mittelfeld        | Montville, New Jersey                        | Rutgers                   |
| Blair Gavin          | 20                 | Mittelfeld        | Louisville, Kentucky                         | Akron                     |
| Luis Gil             | 16                 | Mittelfeld        | Garden Grove, Kalifornien                    | USA U-17                  |
| Zachary Herold       | 17                 | Sturm             | Port St. Lucie, Florida                      | USA U-17                  |
| Sean Johnson         | 20                 | Tor               | Lilburn, Georgia                             | UCF                       |
| Jack McInerney       | 17                 | Sturm             | Alpharetta, Georgia                          | USA U-17                  |
| Danny Mwanga         | 18                 | Sturm             | Kinshasa ( DR Kongo)                         | Oregon State              |
| Amobi Okugo          | 18                 | Mittelfeld        | Sacramento, Kalifornien                      | UCLA                      |
| Ike Opara            | 20                 | Sturm             | Durham, North Carolina                       | Wake Forest               |
| Tony Tchani          | 20                 | Mittelfeld        | Norfolk, Virginia                            | Virginia                  |
| Andrew Wiedeman      | 20                 | Sturm             | San Ramon, Kalifornien                       | UC Berkeley               |
| 2011                 |                    |                   |                                              |                           |
| David Bingham        | 21                 | Tor               | Castro Valley, Kalifornien                   | UC Berkeley               |
| Will Bruin           | 21                 | Sturm             | St. Louis, Missouri                          | Indiana                   |
| Corey Hertzog        | 20                 | Sturm             | Reading, Pennsylvania                        | Penn State                |
| Perry Kitchen        | 18                 | Mittelfeld        | Indianapolis, Indiana                        | Akron                     |
| Zac MacMath          | 19                 | Tor               | Saint Petersburg, Florida                    | UM, College Park          |
| Darlington Nagbe     | 20                 | Mittelfeld        | Lakewood, Ohio                               | Akron                     |
| Michael Nanchoff     | 22                 | Mittelfeld        | North Royalton, Ohio                         | Akron                     |
| Omar Salgado         | 17                 | Sturm             | El Paso, Texas                               | USA U-20                  |
| Kofi Sarkodie        | 19                 | Sturm             | Huber Heights, Ohio                          | Akron                     |
| Michael Tetteh       | 21                 | Sturm             | Accra ( Ghana)                               | UC Santa Barbara          |
| Zarek Valentin       | 19                 | Sturm             | Lancaster, Pennsylvania                      | Akron                     |
| 2012                 |                    |                   |                                              |                           |
| Dom Dwyer            | 21                 | Sturm             | London ( England)                            | South Florida             |
| Sam Garza            | 21                 | Sturm             | Highland Village, Texas                      | UC Santa Barbara          |
| Chandler Hoffman     | 21                 | Sturm             | Birmingham, Alabama                          | UCLA                      |
| Andrew Jean-Baptiste | 19                 | Abwehr            | Brentwood, Brentwood                         | Connecticut               |
| Enzo Martinez        | 21                 | Mittelfeld        | Rock Hill, South Carolina                    | UNC-Chapel Hill           |
| Darren Mattocks      | 21                 | Sturm             | Portmore ( Jamaika)                          | Akron                     |
| Tyler Polak          | 19                 | Abwehr            | Lincoln, Nebraska                            | Creighton                 |
| Kelyn Rowe           | 20                 | Mittelfeld        | Federal Way, Washington                      | UCLA                      |
| Andrew Wenger        | 21                 | Abwehr            | Lititz, Pennsylvania                         | Duke                      |
| 2013                 |                    |                   |                                              |                           |
| Deshorn Brown        | 21                 | Sturm             | Manchester Parish ( Jamaika)                 | UCF                       |
| Andrew Farrell       | 20                 | Abwehr            | Louisville, Kentucky                         | Louisville                |
| Jason Johnson        | 22                 | Sturm             | Happy News ( Jamaika)                        | VCU                       |
| Kekuta Manneh        | 18                 | Sturm             | Austin, Texas                                | Austin Aztex              |
| Mikey Lopez          | 19                 | Mittelfeld        | Dallas, Texas                                | UNC-Chapel Hill           |
| Walker Zimmerman     | 19                 | Abwehr            | Lawrenceville, Georgia                       | Furman                    |
| Eriq Zavaleta        | 20                 | Sturm             | Westfield, Indiana                           | Indiana                   |
| 2014                 |                    |                   |                                              |                           |
| Andre Blake          | 23                 | Tor               | May Pen ( Jamaika)                           | Connecticut               |
| A.J. Cochran         | 20                 | Abwehr            | St. Louis, Missouri                          | Wisconsin                 |
| Christian Dean       | 21                 | Abwehr            | East Palo Alto, Kalifornien                  | UC Berkeley               |
| Marlon Hairston      | 19                 | Mittelfeld        | Jackson, Mississippi                         | Louisville                |
| Damion Lowe          | 20                 | Abwehr            | Kingston ( Jamaika)                          | Hartford                  |
| Eric Miller          | 20                 | Abwehr            | Woodbury, Minnesota                          | Creighton                 |
| Schillo Tshuma       | 21                 | Sturm             | Bulawayo ( Simbabwe)                         | Maryland                  |
| 2015                 |                    |                   |                                              |                           |
| Alex Bono            | 20                 | Tor               | Baldwinsville, New York                      | Syracuse                  |
| Conor Donovan        | 19                 | Abwehr            | Fuquay-Varina, North Carolina                | North Carolina State      |
| Cyle Larin           | 19                 | Angriff           | Brampton, Ontario ( Kanada)                  | Connecticut               |
| Cristian Roldan      | 19                 | Mittelfeld        | Pico Rivera, Kalifornien                     | Washington                |
| Romario Williams     | 20                 | Sturm             | Portmore ( Jamaika)                          | Central Florida           |
| 2016                 |                    |                   |                                              |                           |
| Julian Büscher       | 22                 | Mittelfeld        | Dülmen ( Deutschland)                        | Syracuse                  |
| Jack Harrison        | 19                 | Mittelfeld        | Bolton ( England)                            | Wake Forest               |
| Fabian Herbers       | 22                 | Sturm             | Ahaus ( Deutschland)                         | Creighton                 |
| Omar Holness         | 21                 | Mittelfeld        | Kingston ( Jamaika)                          | UNC-Chapel Hill           |
| Richie Laryea        | 21                 | Mittelfeld        | Toronto ( Kanada)                            | Akron                     |
| Andrew Tarbell       | 21                 | Tor               | Mandeville, Louisiana                        | Clemson                   |
| Joshua Yaro          | 21                 | Abwehr            | Kumasi ( Ghana)                              | Georgetown                |
| 2017                 |                    |                   |                                              |                           |
| Abu Danladi          | 21                 | Sturm             | Takoradi ( Ghana)                            | UCLA                      |
| Jonathan Lewis       | 19                 | Sturm             | Plantation, Broward County, Florida          | Akron                     |
| Adonijah Reid        | 17                 | Sturm             | Brampton, Ontario, Kanada                    | ANB Futbol Academy        |
| Miles Robinson       | 19                 | Abwehr            | Arlington, Massachusetts                     | Syracuse                  |
| Shamit Shome         | 19                 | Sturm             | Edmonton, Alberta, Kanada                    | FC Edmonton               |
| Jackson Yueill       | 19                 | Mittelfeld        | St. Paul, Minnesota                          | UCLA                      |
| 2018                 |                    |                   |                                              |                           |
| Mo Adams             | 21                 | Mittelfeld        | Nottingham ( England)                        | Syracuse                  |
| Francis Atuahene     | 21                 | Sturm             | Accra ( Ghana)                               | Michigan                  |
| João Moutinho        | 20                 | Abwehr            | Lissabon ( Portugal)                         | Akron                     |
| Edward Opoku         | 20                 | Sturm             | Odumase ( Ghana)                             | Virginia                  |
| Mason Toye           | 19                 | Sturm             | South Orange, New Jersey                     | Indiana                   |
| Ema Twumasi          | 20                 | Mittelfeld        | Accra ( Ghana)                               | Wake Forest               |
| Gordon Wild          | 22                 | Sturm             | Köln ( Deutschland)                          | Maryland                  |

## Project-40 in der A-League
| Jahr | Liga           | Endrang      | Playoffs           | Open Cup           |
| ---- | -------------- | ------------ | ------------------ | ------------------ |
| 1998 | USISL A-League | 5. (Pacific) | nicht qualifiziert | nicht qualifiziert |
| 1999 | USL A-League   | 2. (Central) | Viertelfinale      | nicht qualifiziert |
| 2000 | USL A-League   | 4. (Central) | nicht qualifiziert | 3. Runde           |